# Sibangkua
Sibangkua is een bestuurslaag in het regentschap Tapanuli Selatan van de provincie Noord-Sumatra, Indonesië. Sibangkua telt 1358 inwoners (volkstelling 2010).